# Indiana University Press

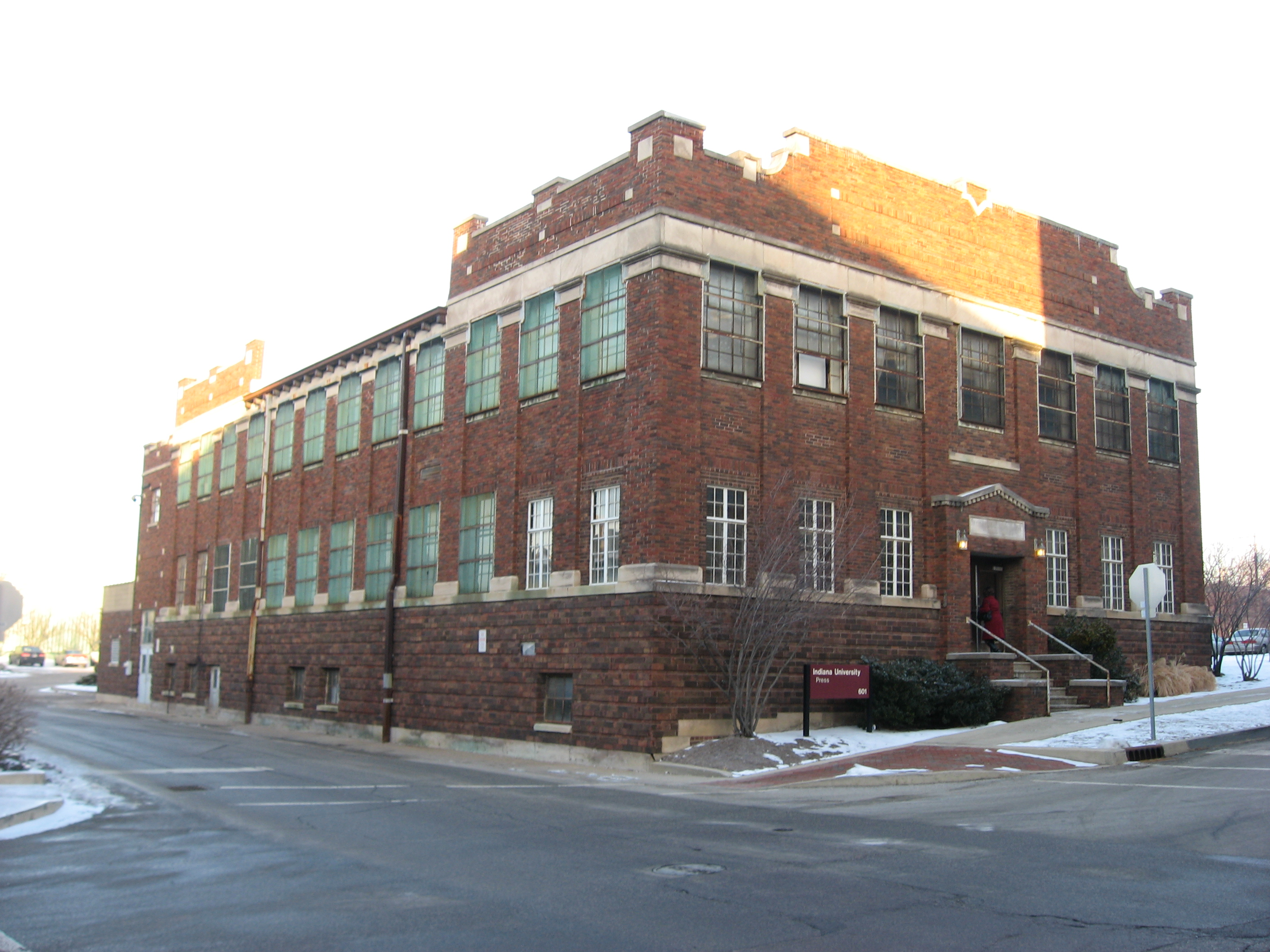
Budynek "Indiana Universytety Press"

Indiana University Press, IU Press – amerykańskie wydawnictwo uniwersyteckie Uniwersytetu Indiany w Bloomington, w stanie Indiana, założone w 1950.
Jest to drugie co do wielkości wydawnictwo uniwersyteckie wśród publicznych uniwersytetów w USA pod względem ilości wydawanych tytułów, jak i gromadzonych zarobków. Rocznie wydaje ponad 170 książek, w dodatku do 21 czasopism naukowych. Utrzymuje katalog ok. 1800 pozycji.
Indiana University Press głównie wydaje teksty o Afroamerykanach, Afryce, Azji, Bliskim Wschodzie, slawistyce, starożytności, zagadnieniach kulturowych, zagadnieniach żydowskich, jak i antropologii, bioetyce, filantropii, o filmie, filozofii, folklorystyce, historii, gender studies, muzyce, paleontologii, semiotyce i religii.
Indiana University Press również wydaje teksty na tematy regionalne.